# 新公共管理
新公共管理（英語：New Public Management）是指行政改革和國家現代化建設中的一個方向，其基礎是在公共行政中獲得私營部門的管理技術。新公共管理的理論基石因國家和/或作者而異。 在歐洲，尤其是在英國，使用了以柴契爾夫人為代表的一種特別激進的變體。新公共管理起源於1980年代，其主導地位是自由經濟政府，尤其是瑪格麗特·柴契爾和羅納德·雷根的政策，還有紐西蘭和瑞典等社會民主主義政府。 其後，英國和美國的繼任政府（分別由東尼·布萊爾和比爾·克林頓領導）在關鍵點上繼續採取許多改革措施。